# Głowa cukru (cukier)

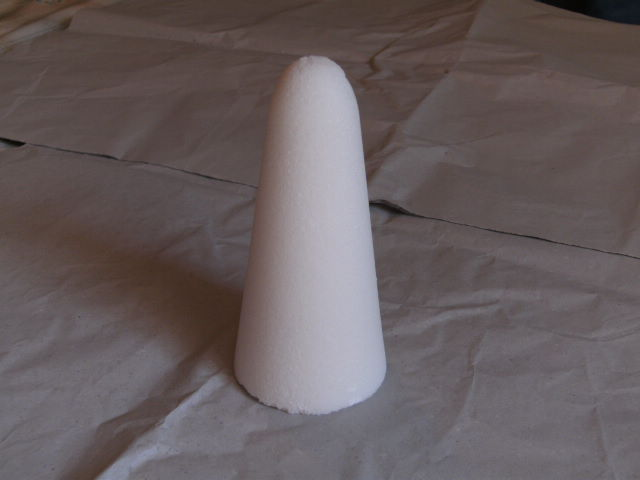
Głowa cukru

Głowa cukru – stożkowata bryła cukru z zaokrąglonym wierzchołkiem – handlowa postać cukru rafinowanego stosowana do początku XX wieku. Głowy, w zależności od wytwórcy były różnych rozmiarów, od 3 do 30 funtów, w podstawie do 14 cali i wysokości 3 stóp. Głowę łupało się na kawałki przy pomocy specjalnych narzędzi. Cukier puder uzyskiwano rozbijając kawałki w moździerzach. Obecnie w tej postaci cukier bywa jedynie sporadycznie produkowany przez cukrownie np. w celach promocyjnych. 